# 1976-os magyar teniszbajnokság
Az 1976-os magyar teniszbajnokság a hetvenhetedik magyar bajnokság volt. A bajnokságot július 27. és 31. között rendezték meg Budapesten, a Dózsa margitszigeti teniszstadionjában.

## Eredmények
| Versenyszám  | Arany                                            | Arany | Ezüst                                             | Ezüst | Bronz                                                                                                  | Bronz |
| ------------ | ------------------------------------------------ | ----- | ------------------------------------------------- | ----- | --- | ----- |
| Férfi egyéni | Taróczy Balázs Vasas SC                          |       | Baranyi Szabolcs Újpesti Dózsa                    |       | Machán Róbert Bp. Honvéd                                                                               |       |
| Női egyéni   | Szűcsné Klein Beatrix Újpesti Dózsa              |       | Szabó Éva Vasas SC                                |       | Rózsavölgyi Éva Újpesti Dózsa                                                                          |       |
| Férfi páros  | Machán Róbert, Szőcsik András Bp. Honvéd, MTK-VM |       | László Balázs, Sziráki László Bp. Honvéd          |       | Baranyi Szabolcs, Benyik János Újpesti DózsaCsoknyai Bertalan, Varga Géza Bp. Spartacus, Újpesti Dózsa |       |
| Női páros    | Fridenzi Éva, Rózsavölgyi Éva Újpesti Dózsa      |       | Szabó Éva, Széll Erzsébet Vasas SC, Bp. Spartacus |       | Katonáné dr. Borka Katalin, Szűcsné Klein Beatrix Újpesti DózsaSzörényi Judit, Szörényi Angéla BSE     |       |
| Vegyes páros | Machán Róbert, Szabó Éva Bp. Honvéd, Vasas SC    |       | Benyik János, Szűcsné Klein Beatrix Újpesti Dózsa |       | László Balázs, Szörényi Judit Bp. Honvéd, BSEBaranyi Szabolcs, Rózsavölgyi Éva Újpesti Dózsa           |       |